# Antimima herrei
Antimima herrei är en isörtsväxtart som först beskrevs av Schwant., och fick sitt nu gällande namn av H. E. K. Hartmann. Antimima herrei ingår i släktet Antimima och familjen isörtsväxter. Inga underarter finns listade i Catalogue of Life.